# 红牌楼街道
红牌楼街道，是中华人民共和国四川省成都市武侯区下辖的一个乡镇级行政单位。

## 行政区划
红牌楼街道下辖以下地区：
竹园社区、长城社区、龙爪社区、双丰路社区、龙腾社区、太平社区和丽都花园社区。